# Большая Уэльва
Большая Уэльва (исп. Comarca metropolitana de Huelva)  — район (комарка) в Испании, входит в провинцию Уэльва в составе автономного сообщества Андалусия.

## Муниципалитеты
| Муниципалитет        | Население | Площадь км² | Плотность населения чел./км² |
| -------------------- | --------- | ----------- | ---------------------------- |
| Альхараке            | 15.617    | 34          | 459,32                       |
| Хибралеон            | 11.349    | 328         | 34,60                        |
| Уэльва               | 145.763   | 149         | 978,28                       |
| Могер                | 18.441    | 204         | 90,40                        |
| Палос-де-ла-Фронтера | 8.415     | 50          | 168,3                        |
| Пунта-Умбриа         | 14.033    | 38          | 369,29                       |
| Сан-Хуан-дель-Пуэрто | 7.204     | 45          | 160,09                       |